# Luca Zidane
Luca Zinedine Zidane Fernández (Marseille, 13 mei 1998) is een Frans-Spaans profvoetballer die dienstdoet als doelman. Hij is een zoon van oud-voetballer Zinédine Zidane.

## Professionele loopbaan
Hij stroomde in 2016 door vanuit de jeugd van Real Madrid. Hij maakte op 19 mei 2018 zijn professionele debuut in het eerste van Real Madrid, in de laatste competitiewedstrijd van 2017/18: een 2–2 gelijkspel tegen Villarreal. Tijdens de finale van de UEFA Champions League van 2017/18 deed Zidane dienst als derde doelman. Hij kwam dat toernooi zelf niet in actie. Ook in het seizoen 2018/19 kwam Zidane eenmaal in actie in de Primera División: op de 29e speeldag mocht hij in doel staan tegen SD Huesca. Real Madrid won de wedstrijd met 3-2.
In het seizoen 2019/20 werd Zidane door Real Madrid uitgeleend aan Racing Santander in de Segunda División A. Zidane speelde 33 van de 42 competitiewedstrijden en kon de degradatie naar de Segunda División B niet verhinderen. In 2020 ging hij naar Rayo Vallecano.
Tevens speelde Zidane voor verschillende Franse jeugdelftallen en won hij met Frankrijk onder 17 in 2015 het Europees kampioenschap onder 17.

## Clubstatistieken
| Seizoen         | Club               | Land            | Competitie         | Competitie | Competitie | Beker | Beker | Supercup | Supercup | Europees | Europees | Totaal | Totaal |
| Seizoen         | Club               | Land            | Competitie         | Wed.       | Dlp.       | Wed.  | Dlp.  | Wed.     | Dlp.     | Wed.     | Dlp.     | Wed.   | Dlp.   |
| --------------- | ------------------ | --------------- | ------------------ | ---------- | ---------- | ----- | ----- | -------- | -------- | -------- | -------- | ------ | ------ |
| 2017/18         | Real Madrid        | Vlag van Spanje | Primera División   | 1          | 0          | 0     | 0     | 0        | 0        | 0        | 0        | 1      | 0      |
| 2018/19         | Real Madrid        | Vlag van Spanje | Primera División   | 1          | 0          | 0     | 0     | —        | —        | 0        | 0        | 1      | 0      |
| 2019/20         | → Racing Santander | Vlag van Spanje | Segunda División A | 33         | 0          | 0     | 0     | —        | —        | —        | —        | 33     | 0      |
| 2020/21         | Rayo Vallecano     | Vlag van Spanje | Segunda División A | 15         | 0          | 0     | 0     | —        | —        | —        | —        | 15     | 0      |
| 2021/22         | Rayo Vallecano     | Vlag van Spanje | Primera División   | 8          | 0          | 5     | 0     | —        | —        | —        | —        | 13     | 0      |
| 2022/23         | SD Eibar           | Vlag van Spanje | Segunda División A | 31         | 0          | 0     | 0     | —        | —        | —        | —        | 31     | 0      |
| Carrière totaal | Carrière totaal    | Carrière totaal | Carrière totaal    | 89         | 0          | 5     | 0     | 0        | 0        | 0        | 0        | 94     | 0      |

Bijgewerkt op 29 mei 2023.

## Erelijst
| Competitie            |             |             |
| Competitie            | Aantal      | Jaren       |
| Real Madrid           | Real Madrid | Real Madrid |
| --------------------- | ----------- | ----------- |
| UEFA Champions League | 1x          | 2017/18     |

| Competitie    | Winnaar       | Winnaar       | Runner-up     | Runner-up     | Derde         | Derde         |
| Competitie    | Aantal        | Jaren         | Aantal        | Jaren         | Aantal        | Jaren         |
| Frankrijk –17 | Frankrijk –17 | Frankrijk –17 | Frankrijk –17 | Frankrijk –17 | Frankrijk –17 | Frankrijk –17 |
| ------------- | ------------- | ------------- | ------------- | ------------- | ------------- | ------------- |
| EK –17        | 1x            | 2015          |               |               |               |               |